# Isola della Pietra
L'isola della Pietra (in francese Île de la Pietra, in corso Isula di a Petra) è un'isola disabitata parte del comune di Isola Rossa. Alla sua sommità si trovano il faro della Pietra e i ruderi di un'antica torre costiera di avvistamento.